# Dichocrocis umbrosa
Dichocrocis umbrosa là một loài bướm đêm trong họ Crambidae.